# Преступность в России
Преступность в России — это система совершавшихся и совершающихся на территории России преступлений, характеризующаяся показателями уровня (количества совершаемых преступлений), их структуры и динамики.

## История

### Российская империя
Основные характеристики преступности в этот период определялись развитием экономических отношений, в частности, отменой крепостного права и становлением капитализма.
Отдельные показатели преступности в Российской империи начали систематически фиксироваться в первой половине XIX века, однако упорядоченный и общий характер они приобрели лишь во второй половине XIX в. Учитывалось количество уголовных дел, осуждённых, подсудимых.
В середине XIX в. отмечался рост числа подсудимых и осуждённых. С. С. Остроумов пишет: «…с 1857 по 1865 г. число подсудимых увеличилось на 1/3, а число осуждённых более чем в 1,5 раза. Конечно, в определённой степени на это увеличение оказало влияние введение в 1860 г. в судах судебных следователей, что привело к более тщательному расследованию, а отсюда к росту числа возбужденных уголовных дел. Но, несомненно, основной причиной роста преступности явилось не процессуальное нововведение, а резкое изменение всей экономической обстановки в результате свершившегося в стране экономического переворота».
На рубеже веков динамика числа осуждённых была достаточно неоднозначной, хотя и имела общую тенденцию к росту. Число осуждённых общими судебными установлениями увеличилось на две трети, а уездными членами городских судов — в 2,5 раза. При этом необходимо учитывать, что события политической жизни страны (Революция 1905 года) в этот период определяли неполный характер статистических данных.
В 1911—1917 гг. наиболее быстрыми темпами прирастали имущественные (корыстные) преступления, в особенности экономические — нарушение уставов торговых и кредитных, подлоги в актах, обязательствах и т. д. Это связано с развитием капитализма в России, которое сопровождалось приростом тех видов преступности, которые характерны для рыночных отношений.

### РСФСР
Февральская и Октябрьская революции значительно изменили как понятие о преступности и саму преступность, так и систему учёта данных о ней.
Необходимо отметить, что изучение показателей преступности в РСФСР сталкивается с рядом трудностей, основными из которых являются следующие:
- За период с 1917 по 1991 год сменилось 3 уголовных кодекса: в 1922, 1926 и 1960 году.
- В различные периоды времени получали широкое распространение внесудебные формы реагирования на преступления, как в радикально-антиправовом варианте — «тройки», особые совещания, высылки, так и в либеральном — передача материалов «общественности» (товарищеские суды).
- Статистика преступности находилась под грифами «секретно» и «совершенно секретно», в результате чего систематизированные данные о преступности не публиковались и были доступны небольшому числу специалистов.

При анализе состояния и динамики преступности можно выделить периоды восстановления народного хозяйства и НЭПа, индустриализации, период «сталинских репрессий», а также позднесоветский период (1961—1991 годы).

#### Период НЭПа (1922—1925)
За период с 1917 по 1922 год имеются лишь отрывочные данные о состоянии преступности. Источниками данных о преступности за первое десятилетие существования советской власти являются статистические обзоры, данные о работе судебных органов, иные труды ЦСУ СССР, сборники Министерств юстиции СССР и РСФСР, в том числе носящие закрытый характер, работы Е. Н. Тарновского, М. Н. Гернета, А. А. Герцензона и ряда иных авторов.
В период с 1922 по 1925 годы не наблюдается какой-либо выраженной тенденции изменения числа осуждённых. Данные о числе зарегистрированных преступлений говорят о снижении преступности в 1922 году, которое сменилось её ростом в 1924—1925 гг. Отмечается тенденция к урбанизации преступности, перемещению её в крупные города, росту числа должностных преступлений и снижению числа хозяйственных (часть из которых в период нэпа была легализована); в целом картина преступности схожа с периодами перед первой мировой войной и экономических реформ 1980—1990-х годов. Рассматриваемый период оценивается криминологами как относительно благополучный, характеризующийся снижением преступности.

#### Период индустриализации (1926—1929 годы)
В этот период увеличивается число зарегистрированных преступлений, однако ввиду прироста численности населения коэффициент преступности снижается.

#### 1930—1959 годы
Период с 1930 по 1959 годы — это период «сталинских репрессий». Однако статистические данные о числе осуждённых за указанный период говорят о довольно существенном снижении числа лиц, находящихся в местах лишения свободы (см. таблицу).
Несмотря на противоречивость статистических данных, отмечается, что уголовная репрессия в данный период приобрела невиданный ранее размах.
Криминологи полагают, что в этот период широко применялась внесудебная репрессия, в результате чего уголовная статистика этого периода неточно и неполно отражает картину преступности и карательную политику властей, и отмечают, что «нарушения законности в 30—50-х гг. оцениваются как национальная трагедия, которая не должна повториться».
Общеуголовная преступность в годы Великой Отечественной войны то снижалась, то увеличивалась, достигая исходного уровня. В 1941—1942 годах возрастает число осуждённых по указам военного времени и осуждённых военными трибуналами, с 1943 года численность данных категорий уменьшается.
В послевоенные годы наблюдался рост преступности, причинами которого явились послевоенная разруха, бездомность, беспризорность, социальная дезадаптация демобилизованных лиц в совокупности с оседанием у населения трофейного огнестрельного оружия. Увеличилось число корыстно-насильственных преступлений, в том числе связанных с формированием организованных преступных групп. Свою роль сыграли также проводившиеся во второй половине 1950-х годов непродуманные амнистии, освободившие значительную часть рецидивистов и профессиональных преступников. Указывается также, что война сильно ослабила личный состав милиции, а восстановление численности сотрудников осуществлялось за счёт граждан, избежавших призыва, не отличавшихся нравственностью и профессионализмом, в результате чего сильно уменьшилась эффективность работы правоохранительных органов и увеличилось число случаев, когда к ответственности привлекались заведомо невиновные.

#### 1960—1991 годы
В конце 1950-х годов принимаются новые общесоюзные Основы уголовного законодательства, в 1960—1962 гг. — новые уголовные кодексы союзных республик (УК РСФСР принимается в 1960 году). Данные законодательные акты являлись более либеральными. В частности, ими предусматривалась возможность освобождения от уголовной ответственности в связи с применением мер общественного воздействия: передачей на поруки, направлением материалов в товарищеский суд, комиссию по делам несовершеннолетних. Следствием введения данных мер явилось снижение числа осуждённых и доли оправданных:
Изменяется также порядок учёта преступлений. Помимо числа осуждённых, с 1961 года фиксируется число зарегистрированных преступлений. В целом по данному периоду можно отметить следующие определяющие тенденции:
- В период с 1961 по 1965 годы происходит уменьшение общеуголовной преступности;
- В период с 1966 по 1985 годы происходит рост общеуголовной преступности; каждые пять лет прирост средних коэффициентов преступности почти удваивается.
- В период перестройки несколько снижается число «бытовых» преступлений (это связано с антиалкогольной кампанией, которая, несмотря на всю её противоречивость, всё же смогла уменьшить наносимый пьянством ущерб), однако начинается бурный рост корыстной части преступности. С 1988 года преступность стала интенсивно нарастать.

К 1990—1991 годам процессы криминализации общества стали выходить из-под контроля государства.

### Российская Федерация
Колебания преступности в 1990-х годах происходили в пределах гораздо более высокого её уровня, чем до 1991 года.
Начальный период экономических реформ в России (1991—1993 годы) сопровождался весьма значительным возрастанием показателей зарегистрированной преступности. В преступную деятельность вовлекалась всё большая доля населения. Количественные изменения преступности сопровождались качественными, увеличивалась общественная опасность и организованность преступности.
В 1994—1997 годах удалось несколько снизить показатели зарегистрированной преступности (в основном за счёт уличной и бытовой её части), однако достаточно большое число преступлений оставались скрытыми от учёта. Возрастало число проявлений таких особо опасных преступных проявлений, как организованная преступность, коррупция, терроризм. Указывается, что криминальная активность населения за 5 лет реформ возросла вдвое.
С принятием нового УК РФ зарегистрированная преступность несколько сократилась, однако это было вызвано скорее декриминализацией отдельных деяний и необходимостью адаптировать правоприменительную практику к новым нормам закона. В результате кривая преступности вскоре вновь пошла вверх.
Капиталистическим формам хозяйствования, рыночным отношениям и в других странах мира соответствуют более высокие показатели преступности, чем в странах с плановой экономикой и преобладанием государственной собственности, однако в России негативные изменения криминальной ситуации носили избыточный характер даже для общества рыночной экономики.
Возрастание количества совершаемых преступлений не сопровождалось соответствующим ему усилением борьбы с преступностью. Ухудшилась раскрываемость преступлений (число нераскрытых преступлений в 1992 году в 2,2 раза превысило зафиксированное в 1989 г.), примерно в полтора раза возросла доля лиц, совершивших два и более преступления до привлечения к ответственности.
| Годы                                                              | Абсолютное число преступлений | Прирост, %                    | Прирост, %                    | Прирост, %                 | Прирост, %                 | Прирост, %                 |
| Годы                                                              | Абсолютное число преступлений | к предыдущему году            | к 1961 г.                     | к 1980 г.                  | к 1985 г.                  | к 1990 г.                  |
| РСФСР — действует УК РСФСР                                        | РСФСР — действует УК РСФСР    | РСФСР — действует УК РСФСР    | РСФСР — действует УК РСФСР    | РСФСР — действует УК РСФСР | РСФСР — действует УК РСФСР | РСФСР — действует УК РСФСР |
| ----------------------------------------------------------------- | ----------------------------- | ----------------------------- | ----------------------------- | -------------------------- | -------------------------- | -------------------------- |
| 1961                                                              | 534 866                       | ---                           | ---                           |                            |                            |                            |
| 1962                                                              | 539 302                       | +0,8                          | +0,8                          |                            |                            |                            |
| 1963                                                              | 485 656                       | -9,9                          | -9,2                          |                            |                            |                            |
| 1964                                                              | 483 229                       | -0,5                          | -9,7                          |                            |                            |                            |
| 1965                                                              | 483 550                       | +0,1                          | -9,6                          |                            |                            |                            |
| 1966                                                              | 582 965                       | +20,6                         | +8,9                          |                            |                            |                            |
| 1967                                                              | 572 884                       | -1,7                          | +7,2                          |                            |                            |                            |
| 1968                                                              | 618 014                       | +7,9                          | +15,5                         |                            |                            |                            |
| 1969                                                              | 641 385                       | +3,8                          | +19,9                         |                            |                            |                            |
| 1970                                                              | 693 552                       | +8,1                          | +29,7                         |                            |                            |                            |
| 1971                                                              | 702 358                       | +1,3                          | +31,3                         |                            |                            |                            |
| 1972                                                              | 706 294                       | +0,6                          | +32,1                         |                            |                            |                            |
| 1973                                                              | 695 647                       | -1,5                          | +30,1                         |                            |                            |                            |
| 1974                                                              | 760 943                       | +9,4                          | +42,3                         |                            |                            |                            |
| 1975                                                              | 809 819                       | +6,4                          | +51,4                         |                            |                            |                            |
| 1976                                                              | 834 998                       | +3,1                          | +56,1                         |                            |                            |                            |
| 1977                                                              | 824 243                       | -3,1                          | +54,1                         |                            |                            |                            |
| 1978                                                              | 889 599                       | +7,9                          | +66,3                         |                            |                            |                            |
| 1979                                                              | 970 514                       | +9,1                          | +81,4                         |                            |                            |                            |
| 1980                                                              | 1 028 284                     | +6,0                          | +92,3                         |                            |                            |                            |
| 1981                                                              | 1 087 908                     | +5,8                          | +103,4                        | +5,8                       |                            |                            |
| 1982                                                              | 1 128 558                     | +3,7                          | +111,0                        | +9,8                       |                            |                            |
| 1983                                                              | 1 398 239                     | +23,9                         | +161,4                        | +36,0                      |                            |                            |
| 1984                                                              | 1 402 694                     | +0,3                          | +162,3                        | +36,4                      |                            |                            |
| 1985                                                              | 1 416 935                     | +1,0                          | +164,9                        | +37,8                      |                            |                            |
| 1986                                                              | 1 338 424                     | -5,5                          | +150,2                        | +30,2                      |                            |                            |
| 1987                                                              | 1 185 914                     | -11,5                         | +121,7                        | +15,3                      | -11,4                      |                            |
| 1988                                                              | 1 220 861                     | +2,8                          | +128,2                        | +18,7                      | -8,8                       |                            |
| 1989                                                              | 1 619 181                     | +32,7                         | +202,7                        | +57,5                      | +20,9                      |                            |
| 1990                                                              | 1 839 451                     | +13,6                         | +243,9                        | +78,9                      | +37,4                      |                            |
| Российская Федерация — в УК РСФСР вносятся существенные изменения |                               |                               |                               |                            |                            |                            |
| 1991                                                              | 2 173 074                     | +18,1                         | +306,3                        | +111,3                     | +62,4                      | +18,2                      |
| 1992                                                              | 2 760 652                     | +27,0                         | +416,1                        | +168,5                     | +106,3                     | +50,4                      |
| 1993                                                              | 2 799 614                     | +1,4                          | +423,4                        | +172,3                     | +109,2                     | +52,2                      |
| 1994                                                              | 2 632 708                     | -6,0                          | +392,2                        | +156,0                     | +85,8                      | +43,0                      |
| 1995                                                              | 2 755 669                     | +4,7                          | +415,2                        | +168,0                     | +96,0                      | +49,8                      |
| 1996                                                              | 2 625 081                     | -4,7                          | +391,0                        | +155,0                     | +85,3                      | +42,7                      |
| Действует новый УК Российской Федерации                           |                               |                               |                               |                            |                            |                            |
|                                                                   |                               | Прирост к предыдущему году, % | Прирост к предыдущему году, % | Прирост к 1997 г., %       | Прирост к 1997 г., %       | Прирост к 1997 г., %       |
| 1997                                                              | 2 397 311                     | —                             | —                             |                            |                            |                            |
| 1998                                                              | 2 581 940                     | +7,7                          | +7,7                          | +7,7                       | +7,7                       | +7,7                       |
| 1999                                                              | 3 001 748                     | +16,3                         | +16,3                         | +25,2                      | +25,2                      | +25,2                      |
| 2000                                                              | 2 952 367                     | −1,6                          | −1,6                          | +23,2                      | +23,2                      | +23,2                      |
| 2001                                                              | 2 968 255                     | +0,5                          | +0,5                          | +23,8                      | +23,8                      | +23,8                      |
| 2002                                                              | 2 526 305                     | −14,9                         | −14,9                         | +5,4                       | +5,4                       | +5,4                       |
| 2003                                                              | 2 756 398                     | +9,1                          | +9,1                          | +15,0                      | +15,0                      | +15,0                      |
| 2004                                                              | 2 893 810                     | +5,0                          | +5,0                          | +20,7                      | +20,7                      | +20,7                      |
| 2005                                                              | 3 554 738                     | +22,8                         | +22,8                         | +48,3                      | +48,3                      | +48,3                      |
| 2006                                                              | 3 855 373                     | +8,5                          | +8,5                          | +60,8                      | +60,8                      | +60,8                      |
| 2007                                                              | 3 582 541                     | −7,1                          | −7,1                          | +49,4                      | +49,4                      | +49,4                      |
| 2008                                                              | 3 209 862                     | −10,4                         | −10,4                         | +33,8                      | +33,8                      | +33,8                      |
| 2009                                                              | 2 994 820                     | −6,7                          | −6,7                          | +24,9                      | +24,9                      | +24,9                      |
| 2010                                                              | 2 628 799                     | −12,2                         | −12,2                         | +9,7                       | +9,7                       | +9,7                       |
| 2011                                                              | 2 404 807                     | −8,5                          | −8,5                          | +0,3                       | +0,3                       | +0,3                       |
| 2012                                                              | 2 302 168                     | −4,3                          | −4,3                          | −4,0                       | −4,0                       | −4,0                       |
| 2013                                                              | 2 206 249                     | −4,2                          | −4,2                          | −8,0                       | −8,0                       | −8,0                       |
| 2014*                                                             | 2 190 578                     | −0,7                          | −0,7                          | −8,6                       | −8,6                       | −8,6                       |
| 2015*                                                             | 2 388 476                     | +9,0                          | +9,0                          | −0,4                       | −0,4                       | −0,4                       |
| 2016*                                                             | 2 160 063                     | −9,6                          | −9,6                          | −9,9                       | −9,9                       | −9,9                       |
| 2017                                                              | 2 058 476                     | −4,7                          | −4,7                          | −14,1                      | −14,1                      | −14,1                      |
| 2018                                                              | 1 991 532                     | −3,6                          | −3,6                          | Н/Д                        | Н/Д                        | Н/Д                        |
| 2019                                                              | 2 024 337                     | +1,6                          | +1,6                          | Н/Д                        | Н/Д                        | Н/Д                        |
| 2020                                                              | 2 044 221                     | +1,0                          | +1,0                          | Н/Д                        | Н/Д                        | Н/Д                        |

- — Включая Крымский федеральный округ (с 2016 входит в состав Южного федерального округа).

| Годы                                                              | Абсолютное число выявленных лиц | Прирост, %                    | Прирост, %                    | Прирост, %                 | Прирост, %                 |
| Годы                                                              | Абсолютное число выявленных лиц | к предыдущему году            | к 1980 г.                     | к 1985 г.                  | к 1990 г.                  |
| РСФСР — действует УК РСФСР                                        | РСФСР — действует УК РСФСР      | РСФСР — действует УК РСФСР    | РСФСР — действует УК РСФСР    | РСФСР — действует УК РСФСР | РСФСР — действует УК РСФСР |
| ----------------------------------------------------------------- | ------------------------------- | ----------------------------- | ----------------------------- | -------------------------- | -------------------------- |
| 1966                                                              | 596 764                         |                               |                               |                            |                            |
| 1967                                                              | 628 463                         | +5,3                          |                               |                            |                            |
| 1968                                                              | 626 129                         | -0,4                          |                               |                            |                            |
| 1969                                                              | 659 607                         | +5,3                          |                               |                            |                            |
| 1970                                                              | 700 685                         | +6,2                          |                               |                            |                            |
| 1971                                                              | 652 763                         | -6,8                          |                               |                            |                            |
| 1972                                                              | 698 964                         | +7,0                          |                               |                            |                            |
| 1973                                                              | 682 399                         | -2,4                          |                               |                            |                            |
| 1974                                                              | 718 161                         | +4,1                          |                               |                            |                            |
| 1975                                                              | 753 005                         | +4,9                          |                               |                            |                            |
| 1976                                                              | 770 473                         | +2,3                          |                               |                            |                            |
| 1977                                                              | 746 354                         | -3,1                          |                               |                            |                            |
| 1978                                                              | 782 099                         | +4,8                          |                               |                            |                            |
| 1979                                                              | 818 746                         | +4,7                          |                               |                            |                            |
| 1980                                                              | 880 908                         | +7,6                          |                               |                            |                            |
| 1981                                                              | 919 001                         | +4,3                          | +4,3                          |                            |                            |
| 1982                                                              | 988 946                         | +7,6                          | +12,3                         |                            |                            |
| 1983                                                              | 1 077 802                       | +9,0                          | +22,4                         |                            |                            |
| 1984                                                              | 1 123 351                       | +4,2                          | +27,5                         |                            |                            |
| 1985                                                              | 1 154 496                       | +2,8                          | +31,1                         |                            |                            |
| 1986                                                              | 1 128 439                       | -2,3                          | +28,1                         |                            |                            |
| 1987                                                              | 969 388                         | -14,1                         | +10,0                         | -14,1                      |                            |
| 1988                                                              | 834 673                         | -13,9                         | -5,2                          | -26,0                      |                            |
| 1989                                                              | 847 577                         | +1,5                          | -3,8                          | -24,9                      |                            |
| 1990                                                              | 897 299                         | +5,9                          | +1,9                          | -20,5                      | +5,9                       |
| Российская Федерация — в УК РСФСР вносятся существенные изменения |                                 |                               |                               |                            |                            |
| 1991                                                              | 956 258                         | +6,6                          | +8,6                          | -15,3                      | +12,8                      |
| 1992                                                              | 1 148 962                       | +20,2                         | +30,4                         | +1,8                       | +35,6                      |
| 1993                                                              | 1 262 556                       | +10,0                         | +43,3                         | +11,9                      | +50,0                      |
| 1994                                                              | 1 441 568                       | +14,2                         | +63,6                         | +24,9                      | +60,7                      |
| 1995                                                              | 1 595 501                       | +10,7                         | +81,1                         | +38,2                      | +77,8                      |
| 1996                                                              | 1 618 394                       | +1,4                          | +83,7                         | +43,4                      | +80,4                      |
| Действует новый УК Российской Федерации                           |                                 |                               |                               |                            |                            |
|                                                                   |                                 | Прирост к предыдущему году, % | Прирост к предыдущему году, % | Прирост к 1997 г., %       | Прирост к 1997 г., %       |
| 1997                                                              | 1 372 161                       | —                             | —                             | —                          | —                          |
| 1998                                                              | 1 481 503                       | +7,9                          | +7,9                          | +7,9                       | +7,9                       |
| 1999                                                              | 1 716 679                       | +15,9                         | +15,9                         | +25,1                      | +25,1                      |
| 2000                                                              | 1 741 439                       | +1,4                          | +1,4                          | +26,9                      | +26,9                      |
| 2001                                                              | 1644,2 тыс.                     | −5,6                          | −5,6                          | +19,8                      | +19,8                      |
| 2002                                                              | 1257,7 тыс.                     | −23,5                         | −23,5                         | −8,3                       | −8,3                       |
| 2003                                                              | 1236,7 тыс.                     | −1,7                          | −1,7                          | −9,9                       | −9,9                       |
| 2004                                                              | 1222,5 тыс.                     | −1,1                          | −1,1                          | −10,9                      | −10,9                      |
| 2005                                                              | 1297,1 тыс.                     | +6,1                          | +6,1                          | −5,5                       | −5,5                       |
| 2006                                                              | 1360,9 тыс.                     | +4,9                          | +4,9                          | −0,8                       | −0,8                       |
| 2007                                                              | 1317,6 тыс.                     | −3,2                          | −3,2                          | −4,0                       | −4,0                       |
| 2008                                                              | 1256,2 тыс.                     | −4,7                          | −4,7                          | −8,5                       | −8,5                       |
| 2009                                                              | 1219,8 тыс.                     | −2,9                          | −2,9                          | −11,1                      | −11,1                      |

Возрастание абсолютных показателей сопровождалось возрастанием коэффициентов преступности, что означает, что в преступную деятельность включалась всё большая часть населения. Рост коэффициентов начался ещё в 1960-х годах и носил системный характер (см. таблицу):
| Годы | Число зарегистрированных преступлений в расчёте на 100 тыс. (Кф) | Число зарегистрированных преступлений в расчёте на 100 тыс. (Кф) | Число выявленных лиц, совершивших преступления, в расчёте на 100 тыс. лиц в возрасте 14 лет и старше (Кл) |
| Годы | всего населения                                                  | в возрасте 14 лет и старше                                       | Число выявленных лиц, совершивших преступления, в расчёте на 100 тыс. лиц в возрасте 14 лет и старше (Кл) |
| ---- | ---------------------------------------------------------------- | ---------------------------------------------------------------- | --- |
| 1961 | 440                                                              | 615                                                              | --- |
| 1966 | 457                                                              | 626                                                              | 667 |
| 1971 | 536                                                              | 701                                                              | 690 |
| 1976 | 618                                                              | 787                                                              | 726 |
| 1980 | 742                                                              | 930                                                              | 795 |
| 1981 | 780                                                              | 979                                                              | 830 |
| 1982 | 804                                                              | 1011                                                             | 888 |
| 1983 | 989                                                              | 1247                                                             | 960 |
| 1984 | 945                                                              | 1245                                                             | 962 |
| 1985 | 988                                                              | 1251                                                             | 1022 |
| 1986 | 930                                                              | 1170                                                             | 990 |
| 1987 | 817                                                              | 1037                                                             | 845 |

| Годы | Число зарегистрированных преступлений в расчёте на 100 тыс. (Кф) | Число зарегистрированных преступлений в расчёте на 100 тыс. (Кф) | Число выявленных лиц, совершивших преступления, в расчёте на 100 тыс. лиц в возрасте 14 лет и старше (Кл) |
| Годы | всего населения                                                  | в возрасте 14 лет и старше                                       | Число выявленных лиц, совершивших преступления, в расчёте на 100 тыс. лиц в возрасте 14 лет и старше (Кл) |
| ---- | ---------------------------------------------------------------- | ---------------------------------------------------------------- | --- |
| 1988 | 831                                                              | 1060                                                             | 724 |
| 1989 | 1096                                                             | 1400                                                             | 732 |
| 1990 | 1242                                                             | 1582                                                             | 787 |
| 1991 | 1463                                                             | 1809                                                             | 837 |
| 1992 | 1854                                                             | 2302                                                             | 978 |
| 1993 | 1890                                                             | 2344                                                             | 1096 |
| 1994 | 1779                                                             | 2234                                                             | 1247 |
| 1995 | 1862                                                             | 2339                                                             | 1373 |
| 1996 | 1776                                                             | 2208                                                             | 1360 |
| 1997 | 1629                                                             | 2007                                                             | 1241 |
| 1998 | 1760                                                             | 2148                                                             | 1428 |
| 1999 | 2053                                                             | 2482                                                             | 1655 |

| Годы | Число зарегистрированных преступлений в расчёте на 100 тыс. лиц в возрасте 14 лет и старше | Число выявленных лиц, совершивших преступления, на 100 тыс. лиц в возрасте 14 лет и старше |
| ---- | ------------------------------------------------------------------------------------------ | ------------------------------------------------------------------------------------------ |
| 2000 | 2432,5                                                                                     | 1435                                                                                       |
| 2001 | 2436                                                                                       | 1349                                                                                       |
| 2002 | 2067                                                                                       | 1029                                                                                       |
| 2003 | 2253,5                                                                                     | 1011                                                                                       |
| 2004 | 2338                                                                                       | 988                                                                                        |

Отличительной чертой преступности в России в современный период является её высокая латентность. Особенно высока латентность экономических и должностных преступлений: о них сообщают в правоохранительные органы менее 30 % потерпевших лиц. Латентность общеуголовных преступлений (кражи, телесные повреждения) меньше (по оценкам, в начале 1990-х годов потерпевшие заявляли о них в правоохранительные органы более чем в 50 % случаев, а по кражам — в 70 % и более). Однако росла латентность и этих преступлений. Отмечается, что реальный объём преступности в стране в 2004—2005 году с учётом латентности достигал 9—12 миллионов преступлений в год.
Увеличивалась латентность даже таких тяжких преступлений, как убийства. Об этом говорят резко возросшее число трупов с неустановленной причиной смерти. В Москве в 1990—1994 гг. оно возросло с 776 до 2966 и превысило в 1994 г. число трупов с признаками убийства (последних было 2863).
Велико также число лиц, пропавших без вести, находящихся в розыске. Результаты исследований свидетельствуют, что жертвами преступлений становятся 20—25 % из них. В 2005 году разыскивалось 74 943 пропавших без вести (в 2004 году — 77 680); соответственно, жертвами преступлений могло стать примерно 20 000 человек.
Другой причиной латентности преступности является сокрытие данных о ней правоохранительными органами. Например, в Московской и Ростовской областях в 1985 г. 3—4 % опрошенных отвечали, что были потерпевшими от преступлений, обращались в правоохранительные органы и их заявлению не был вообще дан ход, в 1991 г. таких стало 6 %. Следствием этого стало падение доверия граждан правоохранительным органам.
Поскольку официальные правоохранительные органы не обеспечивали эффективной защиты интересов граждан, развитие получили формы внеправового реагирования на преступность: спонтанная расправа с преступниками и система теневой (в том числе криминальной) юстиции с присущими ей не основанными на законе способами реагирования на преступление. 24 % московских предпринимателей, от 9 до 34 % опрошенных в четырёх городах России в 1998—1999 году при опросах указывали, что лично осуществили физическую расправу с преступником.
Наблюдается срастание преступности с населением, привыкание граждан к высокому уровню проникновения преступности. Возрастало число граждан, которые тем или иным образом вступали в контакт с преступниками (члены семьи, соседи, знакомые и т. д.). Лица, совершавшие преступления, входили в круг знакомых 59 % опрошенных в Москве предпринимателей и 32 % иных москвичей.

### Общественная опасность преступности
1990-е годы в России характеризуются ростом общественной опасности преступности.
На долю тяжких и особо тяжких преступлений (максимальный срок наказания за которые, предусмотренный УК РФ, превышает 5 лет лишения свободы) приходилось 2/3 всех зарегистрированных в 1997—1999 гг. преступлений; среди выявленных преступников более половины составляли совершившие тяжкое или особо тяжкое преступление.
Хотя абсолютное число зарегистрированных тяжких и особо тяжких преступлений в конце 1990-х годов росло, удельный вес их в общем числе преступлений оставался примерно на одном уровне (см. таблицу):
| Категории преступлений | Число зарегистрированных преступлений | Число зарегистрированных преступлений | Число зарегистрированных преступлений | Прирост к 1997 г., % | Прирост к 1997 г., % | Удельный вес в общем числе всех зарегистрированных, % | Удельный вес в общем числе всех зарегистрированных, % | Удельный вес в общем числе всех зарегистрированных, % |
| Категории преступлений | 1997 г.                               | 1998 г.                               | 1999 г.                               | 1998 г.              | 1999 г.              | 1997 г.                                               | 1998 г.                                               | 1999 г.                                               |
| ---------------------- | ------------------------------------- | ------------------------------------- | ------------------------------------- | -------------------- | -------------------- | ----------------------------------------------------- | ----------------------------------------------------- | ----------------------------------------------------- |
| Особо тяжкие           | 96 596                                | 113 010                               | 136 343                               | +17,0                | +41,1                | 4,0                                                   | 4,4                                                   | 4,5                                                   |
| Тяжкие                 | 1 326 335                             | 1 447 754                             | 1 711 492                             | +9,2                 | +17,0                | 55,3                                                  | 56,1                                                  | 57,0                                                  |
| Средней тяжести        | 497 423                               | 443 748                               | 511 840                               | -10,8                | +2,9                 | 20,7                                                  | 17,1                                                  | 17,1                                                  |
| Небольшой тяжести      | 521 044                               | 574 459                               | 641 805                               | +10,3                | +23,2                | 21,7                                                  | 22,4                                                  | 21,4                                                  |

В 2000-х годах доля тяжких и особо тяжких преступлений последовательно уменьшалась: если в 2002 году она составляла 53,3 %, то в 2003 уже 39,2 %, в 2004 — 32,4 %, в 2005 — 30,3 %, в 2006 — 27,9 %, в 2007 — 26,8 %. Средний срок лишения свободы в 2000—2004 гг. составлял 4,5 года; условное осуждение применялось примерно в половине вынесенных обвинительных приговоров.
В то же время отмечается, что существенное уменьшение удельного веса данных категорий преступлений в 2003 году не отражает реальных тенденций изменений общественной опасности преступности: такая картина складывалась за счёт изменений в законодательстве, в результате которых многие деяния, ранее считавшиеся тяжкими преступлениями, перешли в категорию преступлений средней тяжести, в то время как число зарегистрированных фактов таких преступлений фактически не изменилось.
Увеличивавшееся в конце 1990-х годов число потерпевших от преступлений в 2001—2003 годах стабилизировалось: в 2000 году потерпевшими стали 2 095 504 лица, а в 2003 году — 2 077 097 лиц; также снизилось число юридических лиц, материальным интересам которых причинили вред преступления: в 2000 году — 348 690, в 2003—103 203.
В 1997—1999 гг. значительно увеличилось число преступлений с заранее обдуманным умыслом: против основ конституционного строя и безопасности государства — в 2,2 раза, в сфере экономической деятельности — на 91 %. На 27 % возросло число убийств двух и более лиц, на 31 % — убийств, сопряженных с похищением человека и захватом заложников, на 31 % — убийств, совершенных по предварительному сговору группой лиц. Количество убийств на бытовой почве практически не изменилось.
Анкетирование, проводившееся в 1998—1999 гг., показало, что население обеспокоено высоким уровнем преступности. Лишь 12 % опрошенных не боялись стать жертвой преступления. Максимальную озабоченность у граждан, не являющихся предпринимателями, вызывает вероятность стать жертвой кражи — 59 % опрошенных, хулиганства — 47 % и мошенничества — 38 %, террористического акта — 13 %. Предприниматели опасаются стать жертвой убийств, похищения людей, уничтожения имущества, вымогательства.
Фиксируются такие преступления, имеющие большой общественный резонанс, как похищение людей, захват заложников, террористические акты и т. д. Если в 1993 г. в статистике было отражено совершение 51 преступления террористической направленности, то в 1996 г. их число составило 1253, а в конце 1990-х оно превысило 2000, то в 2005 году в России было зарегистрировано 5438 преступлений террористического характера (из них 203 — террористические акты). При этом масштаб многих таких преступлений и ущерб от них были крайне велики (см. Террористические акты, совершённые в России).
Преступный мир вооружался. В 1989—1993 гг. в 6,2 раза увеличилось число преступлений с применением огнестрельного оружия (с 3550 до 22 116), в 2,5 раза больше зарегистрировано фактов хищений огнестрельного оружия, боеприпасов и взрывчатых веществ (соответственно 594 и 1496); в 2,8 раза больше стало выявленных фактов хранения, приобретения, изготовления, сбыта указанных предметов и иного оружия (20 477 и 58 318). Похожие тенденции отмечались и в конце 1990-х годов. Так, в 1999 г. на 30 % возросло число фактов хищения либо вымогательства оружия, боеприпасов, взрывчатых веществ и взрывных устройств. Возрастало не только количество, но и качество оружия, оказывавшегося у преступников, всё чаще это были современные образцы оружия, в том числе применяемые российскими и зарубежными специальными подразделениями.
Основным источником поступления оружия к преступникам являются объекты Министерства обороны РФ. Более чем в 70 % случаев преступниками используется вооружение армейских образцов. Значимое количество похищенного и утраченного огнестрельного оружия приходится на личное оружие, владельцы которого не обеспечили должную его сохранность.

### Мотивационная характеристика преступности
Основной тенденцией, касающейся мотивации преступлений, явился рост числа корыстных преступлений, удельный вес которых увеличился с половины (1986 год) до 2/3 всех зарегистрированных преступлений (1991—1999 гг.). Увеличилось также число корыстных преступлений, совершаемых с применением насилия (см. таблицу):
| Годы              | Общее число зарегистрированных корыстных преступлений | Прирост, %        | Прирост, %        | Удельный вес в общем числе преступлений, % | Число корыстных преступлений с использованием физического и психического насилия | Удельный вес преступлений с использованием физического и психического насилия в общем числе корыстных, % |
| Действие УК РСФСР | Действие УК РСФСР                                     | Действие УК РСФСР | Действие УК РСФСР | Действие УК РСФСР                          | Действие УК РСФСР                                                                | Действие УК РСФСР                                                                                        |
|                   |                                                       | к 1986 г.         | к 1990 г.         |                                            |                                                                                  | |
| ----------------- | ----------------------------------------------------- | ----------------- | ----------------- | ------------------------------------------ | -------------------------------------------------------------------------------- | --- |
| 1986              | 688 113                                               | ---               | ---               | 51                                         | 30 299                                                                           | 4,4 |
| 1991              | 1 574 072                                             | в 2,3 р.          | +35,2             | 73                                         | 107 521                                                                          | 6,8 |
| 1995              | 2 088 487                                             | в 3 р.            | +79,4             | 75,8                                       | 161 425                                                                          | 7,7 |
| Действие УК РФ    |                                                       |                   |                   |                                            |                                                                                  | |
|                   |                                                       | к 1997 г., %      |                   |                                            |                                                                                  | |
| 1997              | 1 793 239                                             | —                 | —                 | 74,8                                       | 160 869                                                                          | 9,0 |
| 1998              | 1 834 440                                             | +2,3              | +2,3              | 71,0                                       | 176 861                                                                          | 9,6 |
| 1999              | 2 112 720                                             | +17,8             | +17,8             | 70,3                                       | 194 718                                                                          | 9,2 |

Основной прирост числа корыстных преступлений происходил за счёт преступлений против собственности и преступлений в сфере экономической деятельности, удельный вес которых в общем числе преступлений составлял в 1998 г. 62,9 %, а в 1999 г. — 65,5 %. В 2000 годах данные показатели сохранялись примерно на прежнем уровне: в 2007 году доля указанных видов преступлений составила 66 %.
На втором месте по распространённости находятся такие мотивы, как ревность, ссора, решение бытовых конфликтов, на третьем — хулиганские мотивы. Реже встречаются сексуальные мотивы, мотив расовой, национальной или религиозной ненависти, раздел сфер влияния (см. таблицу):
| Мотивы                                                     | 1998 г.    | 1998 г.    | 1999 г.    | 1999 г.    |
| Мотивы                                                     | Абс. число | Уд. вес, % | Абс. число | Уд. вес, % |
| ---------------------------------------------------------- | ---------- | ---------- | ---------- | ---------- |
| Корыстные                                                  | 430 534    | 44,5       | 557 734    | 48,9       |
| Из ревности, ссоры, других бытовых причин                  | 153 919    | 15,9       | 170 835    | 14,9       |
| Хулиганские                                                | 91 027     | 9,4        | 93 647     | 8,2        |
| Сексуальные                                                | 11 666     | 1,2        | 10 459     | 0,9        |
| Из ненависти, мести на почве национальной и расовой вражды | 159        |            | 123        |            |
| Из-за раздела сфер влияния                                 | 46         |            | 35         |            |
| Из ненависти, вражды, мести на религиозной почве           | 22         |            | 22         |            |
| Всего                                                      | 967 108    | 100        | 1 140 874  | 100        |

Снизившаяся в период 1986—1989 гг. доля преступности с алкогольной мотивацией (совершение преступлений, вызванное необходимостью немедленного приобретения спиртных напитков) в период реформ вновь увеличилась. Увеличилось число преступлений, совершаемых по мотивам абсолютной (приобретение необходимых для жизни продуктов и предметов одежды) и относительной (обеспечение уровня жизни, характерного для окружающих) нужды. Возник также новый вид корыстной мотивации, обусловленный необходимостью получения стартового капитала для осуществления предпринимательской деятельности.
Таким образом, рост преступности в 1990—х годах обеспечивался в основном за счёт корыстной её части, что является закономерным явлением при смене общественного строя в период формирования рыночных отношений. Отмечается, что преступность в социалистических странах была ниже именно за счёт имущественной преступности, а коэффициенты убийств различались несущественно.

### Социальная направленность преступности
Тесно связана с мотивацией преступности её социальная направленность (то есть те объекты, на которые посягают преступления). Криминологами выделяются три этапа изменения тенденций и структуры преступности:
Первый период (1986—1990 годы) характеризуется бурным ростом числа и доли преступлений против собственности, относительно небольшим увеличением числа преступлений против жизни и здоровья и постепенным нарастанием латентности всех видов преступлений.
Второй период (1991—1996 годы) при сохранении общих тенденций предыдущего периода сопровождается значительным увеличением числа преступлений, направленных против человека, его прав и свобод, собственности. Удельный вес таких преступлений увеличился с 33 % в 1986 году до 50 % в 1990 году и далее продолжал возрастать. Увеличивалась латентность преступлений против политических и трудовых прав граждан, должностных преступлений.
Государственные и общественные интересы страдали не в меньшей степени. В отдельные периоды государство фактически отказывается от борьбы с такими преступлениями как хищение государственного имущества путём присвоения, растраты, злоупотребления служебным положением (в том числе в особо крупном размере), рядом хозяйственных преступлений. 23 февраля 1994 г. Государственной Думой Федерального Собрания РФ принимается постановление № 65-1 ГД «Об объявлении политической и экономической амнистии», в котором предписывается:

3. Освободить от наказания в виде лишения свободы, а также от наказаний, не связанных с лишением свободы:
а) осуждённых за преступления, предусмотренные ч. 1 ст. 88 УК РСФСР;
б) осуждённых за преступления, предусмотренные ч. 1 и ч. 2 ст. 92 УК РСФСР;
в) осуждённых за преступления, предусмотренные ч. 1 ст. 170, ч. 1 ст. 171, ст. 172, 175 УК РСФСР
…
4. Прекратить все уголовные дела, находящиеся в производстве следователей, и дела, не рассмотренные судами, а также освободить от наказания лиц, осуждённых по ч. 3 ст. 92, ч. 2 и ч. 3 ст. 93 и по ст. 93¹ УК РСФСР за хищение государственного и общественного имущества в крупных и особо крупных размерах, если указанные уголовные преступления совершены в период до ликвидации СССР (до декабря 1991 г. включительно), кроме тех, кто осуждён за хищение государственного и общественного имущества путём кражи, грабежа, разбоя и мошенничества…
5. Прекратить производством все следственные дела и дела, не рассмотренные судами, о преступлениях, совершенных лицами, перечисленными в п. 3, до вступления в силу настоящего Постановления.

Кроме того, эффективность рассмотрения дел о преступлениях против государственной собственности, хозяйственных, должностных преступлений зависела от эффективной работы системы контролирующих органов, которая в этот период неоднократно реформировалась и работала неэффективно.
Третий период (с 1997 года) характеризуется следующими тенденциями:
- Возрастает доля экономических интересов, как частных, так и публичных, в структуре объектов посягательств. Экономические интересы стали затрагивать даже такие преступления, как убийства, причинение вреда здоровью и т. д.
- Возрастает число характеризующихся высокой степенью общественной опасности преступлений, посягающих на интересы и блага, затрагивающие всё общество: экологические преступления, преступления против основ конституционного строя и безопасности государства, преступления против общественной безопасности. Крайне высока латентность таких преступлений, особенно некоторых их видов.
- Снижается число посягательств на традиционные объекты преступлений (жизнь и здоровье, половая неприкосновенность, общественная безопасность и т. п.), растёт число преступлений против объектов, введённых в правовой оборот с принятием УК РФ: конституционные права и свободы человека, интересы службы в коммерческих и иных организациях и т. д.

Преступность осваивает всё новые сферы деятельности, в том числе связанные с высокими технологиями. Вследствие этого в преступность вовлекаются новые слои населения, в том числе такие, которые ранее считались криминологически благополучными (лица с высшим образованием, учёными степенями и т. д.). В преступности также проявляется недовольство и неуважение граждан по отношению к существующему порядку.
Результатом этого явился существенный рост в 2000—2003 годах показателей числа зарегистрированных преступлений против порядка управления, интересов государственной власти, основ конституционного строя, связанных с охраняемой законом информацией и её оборотом, компьютерных, экологических.

### География преступности
Территориальное распределение преступности в России к началу XXI века характеризовалось следующими тенденциями:
- В 1986—1989 годах наблюдался рост преступности в городах и посёлках городского типа, при этом удельный вес городской преступности составлял 68 %, а городского населения — 73 % (1986), вследствие чего коэффициент городской преступности был существенно ниже, чем сельской.
- В период реформ сельская преступность росла быстрее, чем городская, увеличивался её удельный вес в общем числе преступлений (1994 г. — 26,1 %, 1996 г. — 28,2 %, 1998 г. — 29,1 %).
- Городская преступность концентрировалась в крупных городах (Москва, Санкт-Петербург, областные центры).

Наблюдаются значительные различия в коэффициентах преступности по различным субъектам РФ. Так, в 1999 году коэффициент преступности в Курганской области составлял 4703 на 100 тыс. населения в возрасте 14 лет и старше, а в Республике Дагестан — 966, то есть в 4,9 раза меньше. Такое различие коэффициентов, по мнению криминологов, объясняется высокой латентностью отдельных видов преступности в отдельных регионах. Указывается, что зарегистрированные данные о региональной преступности отражают в основном распространенность общеуголовной преступности. Отмечается также, что низкий уровень преступности в северокавказских республиках связан со слабым социальным контролем: тяжкие преступления регистрируются несколько полнее, в результате чего в 2000 году коэффициент убийств по стране в целом составлял 21,9 деяний на 100 тыс. жителей, а в Чечне — 63,2.
Коэффициенты преступности в федеральных округах различаются не так сильно (менее чем в два раза). Самые высокие показатели преступности в 1997—2001 годах отмечались в Дальневосточном и Уральском федеральных округах, самые низкие — в Центральном округе (см. таблицу):
| Округа          | 1997 г. | 1998 г. | 1999 г. | 2000 г. | 2001 г. | 2005 г. |
| --------------- | ------- | ------- | ------- | ------- | ------- | ------- |
| Дальневосточный | 2701    | 2767    | 3126    | 2999    | 2992    | 2905    |
| Сибирский       | 2558    | 2676    | 3026    | 2890    | 2907    | 2883    |
| Уральский       | 2393    | 2640    | 3204    | 3076    | 3064    | 3373    |
| Северо-Западный | 2230    | 2433    | 2795    | 2635    | 2583    | 2375    |
| Приволжский     | 1740    | 1870    | 2275    | 2201    | 2263    | 2642    |
| Южный           | 1652    | 1783    | 1974    | 1964    | 1918    | 1447    |
| Центральный     | 1507    | 1608    | 1823    | 1890    | 1904    | 2077    |

### Социально-групповая характеристика преступности
Большую часть выявленных преступников в России составляют мужчины (в 2005 году — 86,2 %), однако с начала 1990-х годов практически постоянно увеличивается также доля женской преступности. Большая часть выявленных в 2005 году лиц (35,0 %) относилась к возрастной группе 30—49 лет, однако по криминальной активности довольно близко к ней стоит возрастная группа 18—24 года (28,1 %). Средний возраст преступника в 1997—2005 году колебался возле отметки 31,5 лет. В 1990-е годы наблюдался стабильный рост численности преступников в молодом возрасте.
Более половины выявленных преступников в 1999 году не имели определённого источника дохода, причём лишь каждый десятый из них был зарегистрирован в качестве безработного. Основным источников доходов остальных была деятельность в сфере теневой экономики или совершение преступлений. Следующая в порядке распространённости социальная группа — рабочие, однако их доля снижается. Это распределение является относительно стабильным: в 2007 году удельный вес лиц без постоянного источника дохода составил 59,6 %.
Образовательный уровень преступников является более низким, чем в целом по населению. В 2005 году 5,1 % выявленных лиц имели высшее профессиональное образование, 19,2 % — среднее профессиональное, 66,2 % — среднее общее или среднее основное, 9,5 % — начальное.

### Преступления, совершаемые иностранными гражданами
В 1990-х годах возрастало число преступников, не являющихся местными жителями. В 1999 году прирост количества преступников из числа иностранцев и лиц без гражданства составил 36,8 %. Доля преступников-иностранцев возросла с 1,9 % в 1997 г. до 2,1 % в 1999 г. При этом абсолютное число зарегистрированных преступлений против граждан России, совершённых иностранцами, в 2004 году было примерно в пять раз больше числа зарегистрированных преступлений граждан России против иностранцев.
По данным на 2012 год, которые приводит сайт МВД, в январе—декабре 2012 года на территории России зарегистрировано 2 302 200 преступлений. Иностранными гражданами и лицами без гражданства на территории России совершено 42 700 преступлений, что на 5,1 % меньше, чем за январь—декабрь 2011.
| Год                | Зарегистрировано преступлений, тыс | Раскрыто преступлений, тыс | Преступления, совершённые иностранными гражданами и лицами без гражданства в России | Преступления, совершённые иностранными гражданами и лицами без гражданства в России | Преступления, совершённые гражданами СНГ в России | Преступления, совершённые гражданами СНГ в России |
| ------------------ | ---------------------------------- | -------------------------- | ----------------------------------------------------------------------------------- | ----------------------------------------------------------------------------------- | ------------------------------------------------- | ------------------------------------------------- |
| Год                | Зарегистрировано преступлений, тыс | Раскрыто преступлений, тыс | Количество, в тыс                                                                   | Доля в % к зарегистрированным преступлениям                                         | Количество, в тыс                                 | Доля в % к зарегистрированным преступлениям       |
| 2003               | 2756,4                             | 1518,7                     | 40,6                                                                                | 1,5                                                                                 | 37,3                                              | 1,4                                               |
| 2004               | 2893,8                             | 1569,3                     | 48,9                                                                                | 1,7                                                                                 | 45,1                                              | 1,6                                               |
| 2005               | 3554,7                             | 1698,7                     | 51,2                                                                                | 1,4                                                                                 | 46,6                                              | 1,3                                               |
| 2006               | 3855,4                             | 1794,5                     | 53,0                                                                                | 1,4                                                                                 | 47,5                                              | 1,2                                               |
| 2007               | 3582,5                             | 1775,2                     | 50,1                                                                                | 1,4                                                                                 | 45,3                                              | 1,3                                               |
| 2008               | 3209,9                             | 1713,4                     | 53,9                                                                                | 1,7                                                                                 | 48,8                                              | 1,5                                               |
| 2009               | 2994,8                             | 1651                       | 58,0                                                                                | 1,9                                                                                 | 53,1                                              | 1,8                                               |
| 2010               | 2628,8                             | 1431                       | 49,0                                                                                | 1,9                                                                                 | 44,6                                              | 1,7                                               |
| 2011               | 2404,8                             | 1311,8                     | 45,0                                                                                | 1,9                                                                                 | 40,5                                              | 1,7                                               |
| 2012               | 2302,2                             | 1252,8                     | 42,7                                                                                | 1,8                                                                                 | 37,3                                              | 1,6                                               |
| 2017               | 2058,4                             | 1117,8                     | 41,0                                                                                | 1,7                                                                                 | 36,2                                              | 1,6                                               |
| Средний показатель | 3018,3                             | 1400,3                     | 49,2                                                                                | 1,6                                                                                 | 44,6                                              | 1,5                                               |

### Устойчивость преступности
С 1986 по 1999 год в 2,7 раза увеличились показатели рецидивной преступности (преступлений, совершённых лицами, которые ранее уже привлекались к уголовной ответственности). При этом самих лиц, совершавших такие преступления, было выявлено только в 1,5 раза больше. Это говорит об усилившейся криминальной активности таких лиц: если в 1986 г. на одно лицо приходилось примерно одно раскрытое преступление, то в 1995 г. уже 1,3 преступления, в 1999 г. — 1,6 (см. таблицу):
| Годы | Зарегистрированные преступления лиц, ранее совершавших преступления | Зарегистрированные преступления лиц, ранее совершавших преступления | Зарегистрированные преступления лиц, ранее совершавших преступления | Выявленные лица, ранее совершавшие преступления (в 1999 г. — ранее судимые) | Выявленные лица, ранее совершавшие преступления (в 1999 г. — ранее судимые) | Выявленные лица, ранее совершавшие преступления (в 1999 г. — ранее судимые) |
| Годы | Абс. число                                                          | Прирост к 1986 г.                                                   | Уд. вес в общем числе раскрытых преступлений, %                     | Абс. число                                                                  | Прирост к 1986 г.                                                           | Уд. вес в общем числе раскрытых преступлений, %                             |
| ---- | ------------------------------------------------------------------- | ------------------------------------------------------------------- | ------------------------------------------------------------------- | --------------------------------------------------------------------------- | --------------------------------------------------------------------------- | --------------------------------------------------------------------------- |
| 1986 | 254 669                                                             | —                                                                   | 20,9                                                                | 276 074                                                                     | —                                                                           | 24,5                                                                        |
| 1987 | 286 695                                                             | +13                                                                 | 27,1                                                                | 206 104                                                                     | -25                                                                         | 21,3                                                                        |
| 1988 | 223 376                                                             | -12                                                                 | 25,9                                                                | 199 533                                                                     | -28                                                                         | 24,0                                                                        |
| 1989 | 252 562                                                             | -1                                                                  | 28,4                                                                | 214 489                                                                     | -22                                                                         | 25,0                                                                        |
| 1990 | 257 853                                                             | +1                                                                  | 27,2                                                                | 217 433                                                                     | -21                                                                         | 24,2                                                                        |
| 1991 | 274 339                                                             | +8                                                                  | 26,9                                                                | 226 689                                                                     | -18                                                                         | 23,7                                                                        |
| 1992 | 320 330                                                             | +26                                                                 | 26,3                                                                | 260 024                                                                     | -6                                                                          | 22,6                                                                        |
| 1993 | 346 889                                                             | +36,2                                                               | 21,3                                                                | 286 380                                                                     | +4                                                                          | 23,0                                                                        |
| 1994 | 400 815                                                             | +57,4                                                               | 21,8                                                                | 300 815                                                                     | +9                                                                          | 20,9                                                                        |
| 1995 | 459 602                                                             | +80,4                                                               | 26,3                                                                | 351 661                                                                     | +27,4                                                                       | 22,0                                                                        |
| 1996 | 493 983                                                             | +94                                                                 | 26,8                                                                | 367 780                                                                     | +33,2                                                                       | 22,7                                                                        |
| 1997 | 565 373                                                             | +122                                                                | 33,7                                                                | 397 026                                                                     | +43,8                                                                       | 28,9                                                                        |
| 1998 | 604 557                                                             | +137                                                                | 32,9                                                                | 413 319                                                                     | +49,7                                                                       | 27,9                                                                        |
| 1999 | 692 134                                                             | +171                                                                | 32,1                                                                | 464 301                                                                     | +68,2                                                                       | 27,1                                                                        |

В 2007 году почти каждое третье (30,1 %) оконченное расследованием преступление совершалось лицами, ранее совершавшими преступления.
При этом достаточно большое число лиц, совершающих преступления повторно, являются криминальными профессионалами, что выражается в большей латентности совершаемых ими деяний. Растёт число преступлений, для совершения которых требуются специальные преступные навыки. Так, в 1991 г. было зарегистрировано 19 925 фактов мошенничества, в 1995 г. — 67 301, в 1999 г. — 83 624.

### Организованность преступности
Опросы населения и экспертные оценки показывают, что организованность преступности увеличивается, организованная преступность всё прочнее входит в жизнь большого числа граждан. На вопрос, заданный в ходе исследований, проводившихся в Москве в 1998—1999 гг. «Лично Вы или Ваши родные, знакомые ощущаете каким-то образом проблему организованной преступности», 30 % опрошенных предпринимателей и 12 % иных москвичей отвечали, что были потерпевшими или свидетелями организованных преступлений, 30 % и 8 % — что знают организованные группировки, совершающие преступления; знают людей, входящих в преступные группировки — 44 % и 16 %, наблюдают преступную деятельность таких группировок — 13 % и 3 %; прямо написали, что не пользуются услугами таких группировок, 11 % предпринимателей; такое же количество указало, что член семьи или знакомый сотрудничает с такой группировкой, получая приличные доходы.
Росло число организованных, то есть заранее спланированных преступлений. При этом такие преступления у значительной части субъектов перерастали в организованную преступную деятельность, то есть систему взаимосвязанных организованных преступных деяний. В 1997—1998 на 13 % увеличилось число осуждённых по нескольким статьям УК РФ. Более активно стали действовать организованные преступные формирования: преступные группы, банды, сообщества. Возросло число совершаемых ими преступлений: 1997 г. — 28 497, 1998 г. — 28 688, 1999 г. — 32 858).
| Преступления | 1997 г.    | 1998 г. | 1999 г. |
| --- | ---------- | ------- | ------- |
| Убийство по найму (ст. 105, ч. 2, п. «з») | 132        | 152     | 155     |
| Убийство, совершенное организованной группой (ст. 105, ч. 2, п. «ж») | нет данных | 128     | 198     |
| Похищение человека (ст. 126) | 1140       | 1415    | 1554    |
| Незаконное лишение свободы (ст. 127) | 1010       | 1278    | 1417    |
| Изготовление или сбыт поддельных денег или ценных бумаг (ст. 186) | 7911       | 10 644  | 9311    |
| Изготовление или сбыт поддельных кредитных либо расчетных карт или иных платежных документов (ст. 187) | 130        | 150     | 309     |
| Контрабанда (ст. 188) | 3375       | 3525    | 3982    |
| Незаконный оборот драгоценных металлов, природных драгоценных камней или жемчуга (ст. 191) | 1785       | 1645    | 1730    |
| Бандитизм (ст. 209) | 374        | 513     | 523     |
| Организация преступного сообщества (преступной организации) (ст. 210) | 48         | 84      | 162     |
| Преступления, связанные с контрабандой, незаконным оборотом, изготовлением, хищением либо вымогательством оружия, боеприпасов, взрывчатых веществ и взрывных устройств (ст. 188, ч. 2, 3, 4, ст. 222, 223, 226) | 56 380     | 65 911  | 73 179  |
| Преступления, связанные с незаконным оборотом наркотических средств или психотропных веществ, сильнодействующих или ядовитых веществ (ст. 228, 229, 234)                                                        | 176 215    | 181 481 | 206 874 |
| Организация или содержание притонов для занятий проституцией (ст. 241) | 109        | 124     | 130     |
| Подделка или уничтожение идентификационного номера транспортного средства (ст. 326) | 571        | 1029    | 1231    |

По экспертным оценкам, возрастает число «криминальных авторитетов», «воров в законе», «положенцев» и иных лиц, занимающих высокое место в криминальной иерархии: 1997 г. — 1500, 1998 г. — 1560, 1999 г. — 1106. Из них к ответственности были привлечены в 1997 г. — 31, в 1998 г. — 18, в 1999 г. — 68 (в итоге осуждёно — 18). В 2000 году обвинения в организации преступного сообщества или участии в нём были предъявлены 91 человеку.
По данным МВД, в 2000 году в России действовало 130 особо опасных преступных сообществ, в которые входили 964 организованные группы с общей численностью участников более 7,5 тысяч человек; при этом в 2001 году правоохранительными органами было привлечено к ответственности 11,5 тысяч лидеров и активных участников организованных преступных групп.
Организованная преступность в 1990-х годах политизировалась. Организованные преступные формирования стремились «продвинуть» своих доверенных лиц на государственные должности различной степени важности, а где это невозможно — коррумпировать государственных и иных служащих путём выплаты им регулярного содержания без конкретизации услуг, которые могут от них потребоваться.
Организованная преступность также принимала участие в экономической жизни страны: происходило слияние правомерных и преступных капиталов. В принятом в марте 1998 года Постановлении Государственной думы «О преодолении кризиса в экономике Российской Федерации и о стратегии экономической безопасности государства» отмечалось, что преступными группировками контролируется до 40 % предприятий, основанных на частной форме собственности, 60 % государственных предприятий и до 85 % банков.
Помимо этого, российская организованная преступность приобретала транснациональный характер, становясь одним из звеньев мировой криминальной системы: она действует в 44 странах мира, заключая там с местными мафиозными структурами соглашения о совместных криминальных действиях в сфере торговли нефтепродуктами, отмывания денег, создания каналов нелегальной миграции, торговли людьми, контрабанды и наркобизнеса.

### Преступность в РФ и других странах мира
Географические различия преступности между странами мира достаточно велики. При рассмотрении данных об общем числе преступлений и соотношении их видов между различными странами необходимо учитывать неполную их сопоставимость, которая определяется как особенностями регламентации преступлений в законодательстве, так и тонкостями учёта преступности. Например, даже такое «общее» для всех стран мира деяние, как убийство, статистически понимается неодинаково: в США убийства учитываются по жертвам, а в России по событиям; в России покушения на убийство входят в общий статистический показатель, а в США классифицируются как обычное нападение; в США смерть человека, наступившая после причинения телесных повреждений квалифицируется как убийство, а в России она может быть квалифицирована как причинение тяжкого вреда здоровью, повлекшее смерть. Различия также могут быть обусловлены разным уровнем латентности преступлений. Ввиду этого к прямым сопоставлениям уровня преступности следует относиться с крайней осторожностью.
| Вид преступлений | Россия (2008/2017) | США (2008)    | Великобритания (2000) | Франция (2000) | Германия (2000) |
| ---------------- | ------------------ | ------------- | --------------------- | -------------- | --------------- |
| Убийство         | 14,1/6,02          | 5,4           | 1,4                   | 1,7            | 1,1             |
| Изнасилование    | 4,4/2,4            | 29,3          | 14,2                  | 13,9           | 9,1             |
| Разбой           | 24,9/6,2           | 145,3         | 157,4                 | 40,1           | 72,1            |
| Вид преступлений | Украина (2000)     | Польша (2000) | Индия (2000)          | ЮАР (2000)     | Япония (2000)   |
| Убийство         | 9,4                | 5,6           | 3,4                   | 49,6           | 0,5             |
| Изнасилование    | 2,4                | 6,2           | 1,4                   | 119,5          | 1,8             |
| Разбой           | 45,6               | 138,8         | 2,6                   | 444,3          | 4,1             |

### Краткий анализ основных тенденций преступности в 2000—2007 году
Поскольку политический и экономический курс государства в рассматриваемый период не претерпел радикальных изменений по сравнению с концом 1990-х годов, в целом сохраняются и тенденции преступности этого периода. Тем не менее, требуют объяснения следующие статистические аномалии:
- Более низкие по сравнению с предшествующим периодом показатели числа зарегистрированных преступлений и выявленных лиц в 2002—2004 годах.
- Ставшее заметным в период с 2003 по 2007 год резкое увеличение расхождения между показателями числа зарегистрированных преступлений и числа выявленных лиц, их совершивших.

В литературе нет чёткого объяснения причин первой из этих аномалий. С одной стороны, отмечается, что в 2003—2004 году были декриминализованы многие весьма распространённые преступные деяния. Так, только изменения в УК РФ, внесённые в декабре 2003 года, послужили основанием освобождения 151 тысячи осуждённых. С другой стороны, теми же учёными указывается, что снижение числа выявленных лиц также может отражать «определённую стабилизацию социально-экономического и политического положения в стране».
Ещё сложнее обстоит вопрос со второй из аномалий. Указывается, что в 2002—2005 годах были приняты меры по улучшению регистрационной дисциплины (в частности, связанные с ужесточением контроля над вынесением постановлений об отказе от возбуждения уголовного дела), «естественным и запрограммированным» следствием которых явился значительный рост числа зарегистрированных преступлений. Однако для точного выяснения причин таких изменений статистических показателей необходимы дополнительные исследования.
В целом следует отметить, что выявление действительных тенденций преступности, её причин и условий, характера других связанных с ней явлений возможно только путём анализа динамики показателей за длительный временной период (минимум 5—10 лет). Ввиду этого следует с крайней осторожностью относиться к преждевременным попыткам анализа факторов, влияющих на текущее состояние преступности.
В 800-страничном труде «Теоретические основы исследования и анализа латентной преступности», явившемся результатом 10-летнего исследования ученых НИИ Академии Генеральной прокуратуры РФ под руководством профессора Сергея Иншакова доказывается, что преступность за это 10-летие не только не снизилась, но постоянно росла. При этом цифры реальной преступности в несколько раз отличаются от регистрируемой.

### С начала войны с Украиной
С 2022 года после начала полномасштабного вторжения России в Украину произошёл рост числа преступлений, совершенных вернувшимися с войны, в том числе бывшими заключёнными. В 2022 году в России впервые за 20 лет выросло число убийств и покушений на убийство. Среди причин роста насилия — возникающий у участников боевых действий и пострадавших гражданских лиц синдром посттравматического стрессового расстройства (ПТСР). Бывшие заключённые убивали чаще, чем остальные военные и чаще убивали женщин.
В 2023 году в РФ было совершено рекордное число тяжких и особо тяжких преступлений с 2011 года — более 589 тыс. В соседней с Украиной Белгородской области было совершено 5614 тяжких и особо тяжких преступлений, что на 29 % больше, чем в 2022 году — самый высокий показатель как минимум с 2010 года — с начала ведения статистики. Снижение числа тяжких преступлений зафиксировано в Чечне и еще в 10 регионах.
С января по август 2024 года в РФ было совершено рекордное число тяжких и особо тяжких преступлений за последние 13 лет - более 403 500. В статистику включены преступления, совершенные на контролируемых РФ территориях Украины. В то же время в декабре 2024 года представитель МВД РФ сообщила, что за 11 месяцев 2024 года общее число преступлений в России сократилось на 2,3 %. По данным МВД РФ, умышленного причинения тяжкого вреда здоровью — на 8,9 %, количество убийств и покушений на убийство снизилось на 7,1 %, разбоев — на 16,5 %, грабежей — на 20 %, краж — на 15,1 %. На 14,3 % выросло количество преступлений с применением информационно-телекоммуникационных технологий. Рост преступности объясняется возвращением бывших заключенных с войны с Украиной и увеличением объема незаконной торговли оружием.

## Характеристика осуждённых за уголовные преступления на начало 2010-х годов
В 2014 году Судебный департамент при Верховном суде Российской Федерации впервые опубликовал очень подробную статистику по социально-демографической характеристике осуждённых, а также систематизировал данные о месте и способе совершения ими преступлений за 2013 год (в границах РФ на 1 января 2013 года). Всего судами РФ в 2013 году были осуждёны 735 590 человек (из них 29 198 несовершеннолетних).

### Уровень образования осуждённых
Подавляющее большинство осуждённых имеют уровень образования в среднем намного более низкий, чем остальная часть населения России. В 2020 году в России среди 530 998 осуждённых только 43 137 (8,1 %) имели высшее образование. При этом среди совершеннолетнего населения России (по данным переписи 2010 года) лица с высшим и неполным высшим образованием составляли 28,5 % совершеннолетних лиц, указавших уровень образования.
Зато среди осуждённых много лиц, имеющих основное общее, начальное образование или не имеющих его вообще — 19,4 % всех осуждённых в 2020 году Согласно переписи 2010 года в России лица с таким уровнем образования составляли 20,4 % совершеннолетних лиц, указавших уровень образования.

### Алкоголь
Подавляющее большинство лиц, осуждённых за преступления, совершили их в трезвом состоянии. Из 530 998 осуждённых в 2020 году только 163 082 (30,7 %) совершили преступление в состоянии алкогольного опьянения. Тем не менее, среди осуждённых в 2020 году за насильственные преступления, лица, совершившие преступление в пьяном виде, составляли значительную долю:
- Убийство (ст. 105 УК РФ) — 3 537 (70,5 %)
- Умышленное причинение тяжкого вреда здоровью (ст. 111 УК РФ) — 10 382 (63,8 %)
- Истязание (ст. 117 УК РФ) — 947 (73 %)
- Изнасилование (ст. 131 УК РФ) — 824 (56,8 %)

### Наркотическое опьянение
Доля осуждённых, совершивших преступление в состоянии наркотического (или иного, кроме алкогольного) опьянения, в 2020 году в России оказалась незначительной — 3426 человек (0,64 % осуждённых и 2 % от числа совершивших преступления в состоянии опьянения, либо под воздействием).

### Женщины
Как и в других странах мира, женщин среди осуждённых в РФ намного меньше, чем мужчин. В 2020 году в России были осуждёны 73 325 женщин (13,8 % осуждённых). Наиболее значительная доля женщин была среди осуждённых за некоторые ненасильственные преступления:
- Присвоение или растрата (ст. 160 УК РФ) — 40,4 %

### Иностранные граждане
Подавляющее большинство осуждённых в России за преступления в 2013 году составили граждане РФ. Доля иностранцев и апатридов среди осуждённых была невелика — 4,1 % в 2013 году (30352 человек). Причем доля женщин среди осуждённых неграждан РФ была невелика — 10,6 %, что почти в 1,5 раза ниже доли женщин среди всех осуждённых. Из осуждённых неграждан России большинство (21575 человек) составили граждане стран СНГ. осуждённые, не имеющие гражданства России, в 2013 году составили заметную долю осуждённых (более 10 %) в основном за следующие преступления:
- Дача взятки (ст. 290 УК РФ) — 26,5 %
- Изнасилование (ст. 131 УК РФ) — 11,4 %

Крайне низкой (менее 1 % от общего числа осуждённых) была доля лиц, не имеющих российского гражданства, среди осуждённых за истязание (0,6 %), растрату (0,5 %), незаконную добычу водных животных и растений (0,5 %).

### Повторность совершения преступления
Среди осуждённых относительно мало лиц, которые ранее получали условно-досрочное освобождение от отбываемого наказания в виде лишения свободы или условное наказание. В 2013 году только 38539 осуждённых (5,2 %) ранее были освобождены условно-досрочно от отбывания наказания и 49925 осуждённых (6,4 %) не отбыли условное осуждёние к лишению свободы.

### Возраст осуждённых
Доля лиц определённой возрастной категории среди осуждённых существенно отличается от доли представителей этой же возрастной категории в населении России. Например, лица в возрасте 18 — 24 лет составляют 23,5 % осуждённых в РФ за 2013 год. При этом лица этой возрастной категории составляли только 13,1 % жителей России старше 14 лет (по переписи 2010 года). Также много осуждённых среди лиц в возрасте 25 — 29 лет. В 2013 году лица этой возрастной категории составляли 19,8 % осуждённых и только 9,8 % жителей РФ старше 14 лет (по переписи 2010 года). А вот среди лиц в возрасте 50 лет и старше осуждённых мало. По переписи 2010 года в России лица в возрасте 50 и более лет составляли 38,8 % жителей старше 14 лет, а среди осуждённых в 2013 году только 7,9 %. Аналогичный возрастной перекос фиксировался исследователями и в предшествующие периоды. Негативная тенденция роста криминальной активности молодёжи наблюдалась на протяжении 1980-х — начала 2000-х годов, даже несмотря на либерализацию Уголовного кодекса РФ (декриминализацию ряда статей).

### Место совершения преступления
В 2013 году было 208 926 лиц, осуждённых за преступления, совершенные в сельской местности — 28,4 % осуждённых. Лиц, осуждённых за преступления в административных центрах регионов РФ, было больше — 261 256 человек (35,5 % осуждённых).

## Сноски и источники
1. ↑  Долгова, 2005, с. 133.
2. ↑  Остроумов С. С. Преступность и её причины в дореволюционной России. М., 1980. С. 15.
3. ↑  Долгова, 2005, с. 134.
4. ↑  Долгова, 2005, с. 139.
5. ↑  Долгова, 2005, с. 140—141.
6. ↑  Долгова, 2005, с. 143.
7. ↑  Статистика осуждённых в СССР в 1923—1924 гг. ЦСУ СССР. М., 1927; Статистика осуждённых в РСФСР за 1926 г. ЦСУ РСФСР. М., 1928; Статистика осуждённых в СССР в 1925, 1926 и 1927 гг. ЦСУ СССР. М., 1930; Преступность и репрессии в РСФСР. ЦСУ РСФСР. М., 1930. Итоги десятилетия Советской власти в цифрах, 1917—1927 гг. ЦСУ. Отд. 4. М., 1928; Сборник статистических сведений по Союзу ССР, 1918—1923 гг., за пять лет работы ЦСУ. т. XVIII; и др.
8. ↑  Долгова, 2005, с. 144.
9. ↑  Долгова, 2005, с. 145—146.
10. ↑  Долгова, 2005, с. 152.
11. ↑  Детков М. Г. Тюрьмы, лагеря и колонии в России. С. 33.
12. ↑  Долгова, 2005, с. 149.
13. ↑  Лунеев В. В. Преступность XX века. М., 1997. С. 60.
14. ↑  Криминология: Учебник / Под ред. Н. Ф. Кузнецовой, В. В. Лунеева. М., 2004. С. 106. Автор главы — Н. Ф. Кузнецова.
15. ↑  Документальный цикл «Следствие вели…», выпуск 43-й: «Бандитская королева» (недоступная ссылка). 6 апреля 2007 года, телеканал НТВ.
16. ↑  Долгова, 2005, с. 154, 157-160.
17. ↑  Demoscope.ru: 15 новых независимых государств. Численность населения на начало года, 1950—2007, тысяч человек. Дата обращения: 29 марта 2008. Архивировано 1 апреля 2014 года.
18. 1 2 3 4 5  Долгова, 2005, с. 155.
19. ↑  резкий взлет числа зарегистрированных преступлений в 1983 году связан с повышением требовательности к регистрационной дисциплине[18].
20. ↑  Долгова, 2005, с. 153.
21. 1 2  Криминология: Учебник для вузов / Под общ. ред. А. И. Долговой. М., 2001. С. 174; Преступность и правопорядок в России. Статистический аспект. 2003: Стат. сб. / Госкомстат России. — М., 2003. — С. 23; Сайт МВД: Статистика
22. ↑  Долгова, 2005, с. 156.
23. ↑  Долгова, 2005, с. 156—157.
24. ↑  Долгова, 2005, с. 161.
25. 1 2  Долгова, 2005, с. 162.
26. ↑  Министерство Внутренних Дел Российской Федерации - Состояние преступности. Дата обращения: 12 апреля 2022. Архивировано 1 апреля 2022 года.
27. ↑  Криминология: Учебник для вузов / Под общ. ред. А. И. Долговой. М., 2001. С. 175
28. ↑  Долгова, 2005, с. 163.
29. 1 2  Долгова, 2005, с. 173.
30. ↑  Состояние и тенденции преступности в Российской Федерации: Криминологический и уголовно-правовой справочник / Под общ. ред. А. Я. Сухарева, С. И. Гирько. М., 2007. С. 65.
31. 1 2  Состояние и тенденции преступности в Российской Федерации: Криминологический и уголовно-правовой справочник / Под общ. ред. А. Я. Сухарева, С. И. Гирько. М., 2007. С. 35.
32. ↑  Долгова, 2005, с. 174.
33. ↑  Криминология: Учебник для вузов / Под общ. ред. А. И. Долговой. М., 2001. С. 192
34. ↑  Долгова, 2005, с. 178.
35. ↑  Уголовный кодекс РФ // «Собрание законодательства РФ», 17.06.1996, N 25, ст. 2954, ст.14.
36. ↑  Долгова, 2005, с. 182.
37. ↑  Долгова, 2005, с. 183.
38. ↑  Сайт МВД. Статистика
39. ↑  Криминология. Учебное пособие / Г. И. Богуш и др; под ред. Н. Ф. Кузнецовой. М., 2007. С. 52.
40. ↑  Криминология: Учебник для вузов / Под общ. ред. А. И. Долговой. М., 2007. С. 163.
41. ↑  Долгова, 2005, с. 182—183.
42. ↑  Долгова, 2005, с. 188.
43. 1 2 3  Долгова, 2005, с. 184.
44. ↑  Криминогенная ситуация в России на рубеже XXI века. М., 2000. С. 7.
45. ↑  Состояние и тенденции преступности в Российской Федерации: Криминологический и уголовно-правовой справочник / Под общ. ред. А. Я. Сухарева, С. И. Гирько. М., 2007. С. 46.
46. ↑  Долгова, 2005, с. 185.
47. ↑  Состояние и тенденции преступности в Российской Федерации: Криминологический и уголовно-правовой справочник / Под общ. ред. А. Я. Сухарева, С. И. Гирько. М., 2007. С. 45.
48. ↑  К корыстным преступлениям относят те, которые совершаются только или преимущественно по корыстным мотивам. В действующем УК РФ это ст. 126, 146, 147, 152, 157, 158—171¹, 201, 202, 204, 221, 222, 226, 229—234, 240, 242, 256, 258, 260, 261, 285, 289, 290, 324—327
49. 1 2  Долгова, 2005, с. 189.
50. 1 2 3  Краткая характеристика состояния преступности за январь-декабрь 2007 г. // Официальный сайт МВД России
51. ↑  Долгова, 2005, с. 193.
52. ↑  Долгова, 2005, с. 191.
53. ↑  Научная информация по вопросам борьбы с преступностью. № 126. М., 1990.
54. ↑  Долгова, 2005, с. 192.
55. 1 2  Долгова, 2005, с. 194.
56. ↑  Долгова, 2005, с. 194—195.
57. ↑  Государственная Дума ФС РФ (недоступная ссылка)
58. ↑  Нарушение правил о валютных операциях, а также спекуляция валютными ценностями или ценными бумагами.
59. ↑  Присвоение либо растрата государственного или общественного имущества, вверенного виновному, а равно завладение с корыстной целью государственным или общественным имуществом путём злоупотребления должностного лица своим служебным положением, в том числе совершённые повторно или группой лиц.
60. ↑  Злоупотребление властью или служебным положением, превышение власти или служебных полномочий, халатность, должностной подлог.
61. ↑  Долгова, 2005, с. 195.
62. ↑  Долгова, 2005, с. 198—200.
63. ↑  Долгова, 2005, с. 200.
64. ↑  Долгова, 2005, с. 200—208.
65. ↑  Долгова, 2005, с. 211—212.
66. ↑  Долгова, 2005, с. 211.
67. 1 2  Криминология: Учебник / Под ред. В. Н. Кудрявцева и В. Е. Эминова. М., 2005. С. 107.
68. ↑  Состояние и тенденции преступности в Российской Федерации: Криминологический и уголовно-правовой справочник / Под общ. ред. А. Я. Сухарева, С. И. Гирько. М., 2007. С. 70.
69. ↑  Состояние и тенденции преступности в Российской Федерации: Криминологический и уголовно-правовой справочник / Под общ. ред. А. Я. Сухарева, С. И. Гирько. М., 2007. С. 75—77.
70. ↑  Бушуев А.С. Развитие политического сознания молодежи Республики Татарстан в 1985-2004 годах: историко-социологический аспект. — Казань, 2009. — С. 40. — ISBN 978-5-94981-121-4.
71. 1 2  Долгова, 2005, с. 216.
72. ↑  Состояние преступности - январь–декабрь 2003 года. сайт МВД РФ. Дата обращения: 8 августа 2011. Архивировано из оригинала 29 января 2012 года.
73. ↑  Состояние преступности - январь–декабрь 2004 года. сайт МВД РФ. Дата обращения: 8 августа 2011. Архивировано из оригинала 29 января 2012 года.
74. ↑  Состояние преступности - январь–декабрь 2005 года. сайт МВД РФ. Дата обращения: 8 августа 2011. Архивировано из оригинала 29 января 2012 года.
75. ↑  Состояние преступности - январь–декабрь 2006 года. сайт МВД РФ. Дата обращения: 8 августа 2011. Архивировано из оригинала 29 января 2012 года.
76. ↑  Состояние преступности - январь–декабрь 2007 года. сайт МВД РФ. Дата обращения: 8 августа 2011. Архивировано из оригинала 29 января 2012 года.
77. ↑  Состояние преступности - январь–декабрь 2008 года. сайт МВД РФ. Дата обращения: 8 августа 2011. Архивировано из оригинала 29 января 2012 года.
78. ↑  Состояние преступности - январь–декабрь 2009 года. сайт МВД РФ. Дата обращения: 8 августа 2011. Архивировано из оригинала 29 января 2012 года.
79. ↑  Состояние преступности - январь–декабрь 2009 года. сайт МВД РФ. Дата обращения: 8 августа 2011. Архивировано из оригинала 29 января 2012 года.
80. ↑  Состояние преступности - январь-декабрь 2011 года. сайт МВД РФ. Дата обращения: 5 апреля 2012. Архивировано из оригинала 29 января 2012 года.
81. ↑  Состояние преступности - январь-декабрь 2012 года. сайт МВД РФ. Дата обращения: 24 января 2013. Архивировано из оригинала 1 февраля 2013 года.
82. ↑  Преступность и правонарушения. 1998. Статистический сборник. М., 1999. Цит. по кн.: Криминология: Учебник для вузов / Под общ. ред. А. И. Долговой. М., 2001. С. 216.
83. ↑  Криминология: Учебник для вузов / Под общ. ред. А. И. Долговой. М., 2001. С. 216—217.
84. ↑  Долгова, 2005, с. 222.
85. ↑  Долгова, 2005, с. 223.
86. ↑  Долгова, 2005, с. 230.
87. ↑  Долгова, 2005, с. 522.
88. ↑  Долгова, 2005, с. 227.
89. ↑  Рушайло В. Б. Организованная преступность в России: общие тенденции, прогноз развития и противостояние // Вестник Санкт-Петербургского университета МВД России. 2000. № 1 (15). С. 3—8; Васильев В. А. Главные задачи реформы МВД // Щит и меч. 2001. 20 сентября; показатели числа организованных преступных формирований являются приблизительными.
90. ↑  Состояние и тенденции преступности в Российской Федерации: Криминологический и уголовно-правовой справочник / Под общ. ред. А. Я. Сухарева, С. И. Гирько. М., 2007. С. 26-27.
91. ↑  Долгова, 2005, с. 223—225.
92. ↑  Постановление ГД ФС от 20 марта 1998 г. № 2318-II ГД. Дата обращения: 28 марта 2008. Архивировано 18 октября 2008 года.
93. ↑  Состояние и тенденции преступности в Российской Федерации: Криминологический и уголовно-правовой справочник / Под общ. ред. А. Я. Сухарева, С. И. Гирько. М., 2007. С. 27.
94. ↑  Сайт МВД: Общие сведения о состоянии преступности в Российской Федерации за январь—декабрь 2006 года; Demoscope.ru: 15 новых независимых государств. Численность населения на начало года, 1950—2007, тысяч человек Архивная копия от 1 апреля 2014 на Wayback Machine; FBI: Crime in the United States 2006 Архивная копия от 30 июня 2007 на Wayback Machine; NationMaster: Crime Statistics by country (на основе Седьмого обзора тенденций преступности и функционирования систем уголовного правосудия ООН) Архивная копия от 18 декабря 2009 на Wayback Machine.
95. ↑  Криминология: Учебник / Под ред. Н. Ф. Кузнецовой, В. В. Лунеева. М., 2004. С. 600—601, 606
96. ↑  Число зарегистрированных преступлений; Численность постоянного населения в среднем за год
97. ↑  FBI: Crime in the United States 2008. Дата обращения: 18 мая 2013. Архивировано 18 февраля 2013 года.
98. 1 2 3 4 5 6 7 8  NationMaster: Crime Statistics by country (на основе Седьмого обзора тенденций преступности и функционирования систем уголовного правосудия ООН). Дата обращения: 29 марта 2008. Архивировано 18 декабря 2009 года.
99. ↑  В России — с покушениями на убийство.
100. ↑  В России — с покушениями на изнасилование. В США — только с применением насилия.
101. 1 2  Криминология. Учебное пособие / Г. И. Богуш и др; под ред. Н. Ф. Кузнецовой. М., 2007. С. 53.
102. ↑  Состояние и тенденции преступности в Российской Федерации: Криминологический и уголовно-правовой справочник / Под общ. ред. А. Я. Сухарева, С. И. Гирько. М., 2007. С. 20.
103. ↑  Криминология: Учебник / Под ред. В. Н. Кудрявцева и В. Е. Эминова. М., 2005. С. 237.
104. ↑  Доктор юридических наук Владимир Овчинский — об убийствах в России Архивная копия от 17 января 2011 на Wayback Machine // Радио Свобода, 2011
105. ↑  Возвращение с фронта сотен тысяч людей грозит России всплеском преступности. Это может затормозить и рост экономики Главное из материала Bloomberg. Meduza. Дата обращения: 23 июня 2024. Архивировано 23 июня 2024 года.
106. ↑  Тысячи россиян отправились на войну только ради того, чтобы выйти из колонии. Вернувшись домой, многие из них снова начали грабить, насиловать и убивать. Шесть месяцев. Одиннадцать историй. Meduza (31 августа 2023). Архивировано 8 сентября 2023 года.
107. ↑  «Ветераны СВО» убили и покалечили в России почти 500 человек (25 сентября 2024). Дата обращения: 3 октября 2024.
108. ↑  В России рекордное за 12 лет число тяжких преступлений – DW – 15.01.2024. dw.com. Дата обращения: 30 декабря 2024.
109. 1 2  В России зафиксирован рекорд по тяжким и особо тяжким преступлениям. Радио Свобода. 11 сентября 2024. Дата обращения: 30 декабря 2024.
110. ↑  Преступность в России снизилась на 2,3%. Ведомости (16 декабря 2024). Дата обращения: 30 декабря 2024.
111. 1 2 3 4 5 6 7 8 9 10 11 12 13  Судебный департамент. Дата обращения: 19 марта 2016. Архивировано 17 марта 2016 года.
112. 1 2  Подсчитано по: ВПН-2010. Том 3. Образование. С. 6 — 7. Режим доступа: http://www.gks.ru/free_doc/new_site/perepis2010/croc/Documents/Vol3/pub-03-01.pdf Архивная копия от 13 декабря 2016 на Wayback Machine
113. 1 2 3  Подсчитано по: Судебный департамент Архивная копия от 17 марта 2016 на Wayback Machine
114. 1 2  Подсчитано по: ВПН-2010. Том 2. Возрастно-половой состав и состояние в браке. Режим доступа: http://www.gks.ru/free_doc/new_site/perepis2010/croc/Documents/Vol2/pub-02-01.pdf Архивная копия от 19 октября 2016 на Wayback Machine
115. ↑  Бушуев А.С. Развитие политического сознания молодежи Республики Татарстан в 1985-2004 годах: историко-социологический аспект. — Казань, 2009. — С. 44. — ISBN 978-5-94981-121-4.

### Учебники и монографии
- Долгова А. И. Глава 6. Характеристики преступности в России // Криминология: Учебник для вузов / Под общ. ред. А. И. Долговой. — 3-е, перераб. и доп.. — М.: Норма, 2005. — 912 с. — 5000 экз. — ISBN 5-89123-931-0.
- Криминология: Учебник / Под ред. В. Н. Кудрявцева и В. Е. Эминова. — СПб., М., 2005. — 734 с. — ISBN 5-7975-0647-5.
- Долгова А. И. Криминологические оценки организованной преступности и коррупции, правовые баталии и национальная безопасность. — М., 2011. — 668 с. — ISBN 978-5-87817-069-7.
- Лунеев В. В. Преступность XX века. Мировые, региональные и российские тенденции: Мировой криминологический анализ. — М., 1997. — 525 с.
- Остроумов С. С. Преступность и её причины в дореволюционной России. — М., 1960. — 338 с.
- Преступность в России начала XXI века и реагирование на неё / Отв. ред. А. И. Долгова. — М., 2004. — 124 с.
- Преступность, организованная преступность и проблемы безопасности / Под ред. А. И. Долговой. — М., 2010. — 248 с. — ISBN 978-5-87817-066-6.
- Состояние и тенденции преступности в Российской Федерации: Криминологический и уголовно-правовой справочник / под общ. ред. А. Я. Сухарева, С. И. Гирько. — М.: НИИ проблем укрепления законности и правопорядка при Генеральной прокуратуре РФ; ВНИИ МВД России, департамент уголовного розыска МВД России, 2007. — 383 с. — ISBN 5-377-00024-2.

### Статьи
- Лунеев В. В. Особенности современной преступности в России // Куда пришла Россия? Итоги социальной трансформации / Под общей редакцией Т. И. Заславской. — М.: МВШСЭН. — № 2003. — С. 263—271. Архивировано 5 августа 2014 года.
- Овчинский В. С. Российская организованная преступность (мафия) как форма социальной организации жизни // Электронный научный журнал «Знание. Понимание. Умение». — М.: МосГУ, 2010. — № 3 — Социология. [www.peeep.us/518de7ff Архивировано] 5 августа 2014 года.
- Степашин С. В. Преступность в России как она есть // Российская юстиция. — М.: Юрид. лит., 1999. — № 6. — С. 35—37. Архивировано 5 августа 2014 года.